# Guineese frank
De frank is de munteenheid van Guinee. Eén frank is honderd centime, maar die onderverdeling wordt door de inflatie niet meer gebruikt.
De volgende munten worden gebruikt: 1, 5, 10, 25 en 50 frank. Het papiergeld is beschikbaar in 100, 500, 1000, 5000 en 10.000 frank (ter vergelijking: het grootste biljet (10.000 frank) is slechts 1,04 euro waard).
De Guineese frank werd in 1986 ingevoerd en loste de munteenheid syli (GNS) af.